# Bromoperydol
Bromoperydol, bromperidol, bromoperidol, bromperydol – organiczny związek chemiczny, pochodna butyrofenonu, stosowany jako lek przeciwpsychotyczny. Został opracowany przez Janssen Pharmaceutica w 1966 roku. Stosowany jest także w postaci długodziałającej (depot) jako dekanian bromoperydolu (ester kwasu dekanowego). Lek zarejestrowany jest w Niemczech, Włoszech, Argentynie, Danii, Luksemburgu, Belgii i Holandii. Badania na zwierzętach i wstępne badania kliniczne prowadzone na przełomie lat 70. i 80. XX wieku wykazały wysoką wartość bromoperydolu jako leku przeciwpsychotycznego – był oceniany jako lepszy niż haloperydol. Z przeglądu systematycznego badań klinicznych Cochrane Collaboration z roku 2012 wynika jednak, że dekanian bromoperydolu jest mniej skuteczny w leczeniu schizofrenii od dekanianu haloperydolu i flufenazyny.

## Mechanizm działania
Profil receptorowy bromoperydolu:
| - D2 (Ki = 1–2,1 nM) - D3 (Ki = 0,2–2,3 nM) - D4 (Ki = 48 nM) - M1 (Ki = 7600 nM) - M2 (Ki = 1800 nM) - M3 (Ki = 7140 nM) - M4 (Ki = 1700 nM) - M5 (Ki = 4800 nM) |

## Preparaty
Bromoperydol dostępny jest w niektórych krajach w postaci preparatów:
- Bromidol (Janssen – Dania)
- Bromidol Depot (Janssen – Dania)
- Bromodol (Janssen – Argentyna)
- Bromodol Decanoato (Janssen – Argentyna)
- Erodium (Armstrong – Argentyna)
- Impromen (Janssen – Belgia, Niemcy, Luksemburg, Holandia; Formenti – Włochy)
- Impromen decanoas (Janssen – Belgia, Luksemburg, Holandia)
- Impromen Tropfen (Janssen – Niemcy)
- Tesoprel (Thiemann – Niemcy)
- Tesoprel Tropfen (Thiemann – Niemcy)